# حصار ألمانيا
حصار ألمانيا أو حصار أوروبا، حدث منذ عام 1914 إلى 1919. كان حصار المانیا عملية بحریة مطولة قامت بها قوات الحلفاء أثناء الحرب العالمية الأولى وبعدها، في محاولة لتقیید الإمداد البحري للبضائع إلى منطقة القوى الوسطى، والتي شملت ألمانیا والنمسا والمجر والإمبراطورية العثمانية. ویعتبر أحد العناصر الرئيسة التي أدت لانتصار الحلفاء في نهاية المطاف في الحرب.
زعم المجلس الألماني للصحة العامة في ديسمبر 1918 أن  763,000 مدني ألماني ماتوا بسبب الجوع والمرض الناجم عن الحصار حتى نهاية ديسمبر 1918 وقدرت دراسة أكاديمية أجریت في عام 1928عدد القتلى بـ 424,000  قتیل.
اعتمدت كلا من الإمبراطورية الألمانية والمملكة المتحدة اعتمادا كلیا على الواردات لإطعام سكانها وامدادها بالصناعات الحربیة. كانت تصدر المواد الغذائية وأدوات الحرب لكل الأطراف المتحاربة بشكل أساسي من الأميركتين وكان لا بد من شحنها عبر المحیط الأطلسي ، وبالتالي فإن كلا من بريطانيا وألمانيا كانتا تهدفا إلى محاصرة بعضها البعض. كان البريطانيون يمتلكون البحرية الملكية التي كانت متفوقة في العدد ویمكنها العمل في جمیع أنحاء الإمبراطوریة البریطانیة، في حین أن الأسطول البحري الألماني كان  یقتصر بشكل أساسي على خلیج ألمانیا، واستخدم الأسطول قراصنة التجارة وحرب الغواصات غیر المقید للعمل في مكان آخر.  

## خلفية تاريخية
قبل الحرب العالمية الأولى، عُقدت سلسلة من المؤتمرات في مدينة وايت هول في عامي 1905 و1906 بشأن التعاون العسكري مع فرنسا في حالة نشوب حرب مع ألمانيا. أكد مدير شعبة المخابرات البحرية -تشارلز أوتلي- على أن مهام البحرية الملكية في حرب كهذه ستكون الاستيلاء على السفن التجارية الألمانية وحصار الموانئ الألمانية. اعتُبر الحصار مفيدًا لسببين: أولًا، يمكن أن يجبر أسطول العدو على القتال، وثانيًا، يمكن أن يعمل أيضًا باعتباره سلاحًا اقتصاديًا لتدمير التجارة الألمانية. لم يظهر حصار ألمانيا في خطط الحرب البحرية حتى عام 1908، وحتى بعد ذلك الحين انقسم بعض المسؤولين حول مدى فاعليته. بقيت الخطط في حالة من التغيير والمراجعة المستمرة حتى عام 1914، ولم تقرر البحرية الطريقة المثلى لفرض هذا الحصار.
في الوقت نفسه، لم تضع ألمانيا خططًا لإدارة الإمدادات الغذائية في زمن الحرب لأنها كانت قادرة، في وقت السلم، على إنتاج نحو 80% من إجمالي استهلاكها. علاوةً على ذلك، لن تتأثر الواردات البرية من هولندا والدول الاسكندنافية ورومانيا بأي حصار بحري. ومع ذلك، فإن المشاكل المتراكمة مثل التجنيد الإلزامي للعمال المزارعين، والاستيلاء على الخيول، وسوء الأحوال الجوية، وتحويل النيتروجين من تصنيع الأسمدة إلى المتفجرات العسكرية، سببت كلها مجتمعةً انخفاضًا كبيرًا في الإنتاج الزراعي.

## الحصار
فرض البريطانيون -بقوتهم البحرية الغالبة- حصارًا بحريًا على ألمانيا فور اندلاع الحرب في أغسطس 1914، وأصدروا قائمة شاملة بالمواد المهربة التي حُظر الإتجار بها مع قوى المركز على الجميع ما عدا الولايات المتحدة، وأعلنت في أوائل نوفمبر 1914 أن بحر الشمال منطقة حرب، وأن أي سفينة تدخل إلى بحر الشمال فإنها تفعل ذلك على مسؤوليتها الخاصة. كان الحصار مقيدًا بشكل غير معهود لدرجة أن المواد الغذائية اعتُبرت «بضاعة مهربة للحرب». كانت هناك شكاوى حول انتهاكات للقانون الدولي. ومع ذلك، وافقت معظم السفن التجارية المحايدة على الإرساء في الموانئ البريطانية للتفتيش والمرافقة فيما بعد -دونًا عن أي بضائع «غير قانونية» متجهة إلى ألمانيا- عبر حقول الألغام البريطانية إلى وجهاتها.
مُنعت الدورية الشمالية ودورية دوفير من الوصول إلى بحر الشمال والقناة الإنجليزية على التوالي.
اعتبرت الحكومة الألمانية الحصار محاولة غير قانونية لتجويع سكانها المدنيين وأرادت الانتقام بالمثل. انطلق أسطول أعالي البحار الألماني عدة مرات، منذ عام 1914 وحتى عام 1916، لتقليص الحصار الذي يفرضه الأسطول البريطاني الكبير واستعادة إمكانية الوصول إلى الواردات الحيوية. بلغت الصراعات البحرية ذروتها في معركة يوتلاند في عام 1916.
أضر الحصار بالصادرات الأمريكية. احتجت واشنطن بقوة، إذ كانت تخضع لضغط خاصةً من المصالح التجارية الراغبة في الاستفادة من التجارة في زمن الحرب مع كلا الجانبين المتحاربين. لم ترغب بريطانيا في استعداء الولايات المتحدة. وضعت بريطانيا برنامجًا لشراء القطن الأمريكي، ما ضمن بقاء السعر فوق مستويات وقت السلم وتهدئة تجار القطن. حين تُوقَف السفن الأمريكية مع بضاعة مهربة، يشتري البريطانيون الحمولة بأكملها، ويطلقون سراح السفينة الفارغة.
أعلنت مذكرة دبلوماسية صادرة إلى مجلس وزراء الحرب البريطاني في 1 يناير 1917 أن القليل من الإمدادات كانت تصل إلى ألمانيا أو حلفائها إما عبر بحر الشمال أو عبر مناطق أخرى مثل موانئ البحر الأدرياتيكي في النمسا (والتي كانت تخضع لحصار فرنسي منذ عام 1914).

## الآثار على الحرب
جاءت أولى التقارير حول آثار الحصار باللغة الإنجليزية من قِبل العاملين في المجال الإنساني والدبلوماسيين والمهنيين الطبيين. كانوا متعاطفين مع معاناة الشعب الألماني، بناءً على البيانات عن المرض ونمو الأطفال والوفيات التي أصدرها التقرير الرسمي الألماني، فقد حكموا على البريطانيين بالقسوة، واصفين الحصار بأنه جريمة ضد الناس الأبرياء. كتب البروفيسور إيه. سي. بيل والقائد اللواء جيمس إي. إدموندز أول تقرير بتكليف من الحلفاء، افترض أن الحصار أدى إلى حركات ثورية لكنه استنتج، بناءً على الأدلة، أنه «من المشكوك للغاية ما إذا كان هذا هو التفسير الصحيح». أراد الألمان إنهاء الحرب بسبب نقص الغذاء، في حين نظم العمال ثورة ناتجة عن التأثر بالنظرية الاشتراكية متكررة التطبيق في ذلك الوقت. ادعى الثوريون في شعاراتهم، على سبيل المثال، أنهم كانوا «أربيتسكلافن» (عبيد عمل) للملكية المطلقة. من ناحية أخرى، أكد إدموندز، بدعم من العقيد إيروين إل. هانت، الذي كان مسؤولاً عن الشؤون المدنية في المنطقة الأمريكية المحتلة في راينلاند، أن نقص الغذاء كان ظاهرة ما بعد الهدنة التي نجمت فقط عن اضطرابات الثورة الألمانية (1918-1919).
لم تتفق دراسات حديثة أيضًا حول مدى خطورة تأثير الحصار على السكان المتضررين في وقت الثورة والهدنة. يرى البعض أن الحصار سبّب المجاعة لألمانيا ولقوى المركز وجرّهم نحو الهزيمة في عام 1918. ويرى البعض الآخر أن الهدنة في 11 نوفمبر كانت نتيجةً للأحداث على الجبهة الغربية في المقام الأول، بدلًا من أي أحداث من قِبل السكان المدنيين. كانت الفكرة القائلة إن ثورةً في جبهة داخلية ستجبر ألمانيا على الاستسلام جزءًا من أسطورة الطعنة في الظهر. بالإضافة إلى أن حليف ألمانيا الأكبر، وهو الإمبراطورية النمساوية المجرية، قد وقّعت بالفعل هدنةً في 3 نوفمبر 1918، الأمر الذي يعرّض ألمانيا لخطر الغزو من جهة الجنوب. في 29 سبتمبر 1918، أخبر الجنرال إريش لودندورف القيصر أن الجبهة العسكرية ستنهار على الفور.

## بعد الهدنة

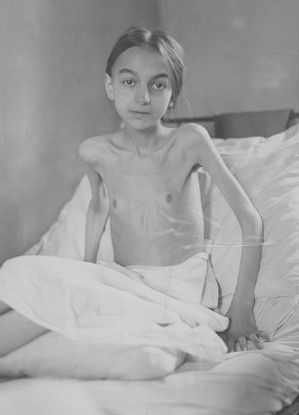
صورة صحفية لطفل ألماني يعاني من سوء التغذية. عنوان الصورة الصحفية هو "Unterernährtes, tuberkulöses Mädchen"

في مارس 1919، أخبر ونستون تشرشل مجلس العموم البريطاني ما يلي: «نبقي على جميع وسائل القوة الخاصة بنا في جاهزية فورية للاستخدام. نحن نفرض الحصار بقوة. لدينا جيوش قوية جاهزة للتقدم في أقصر وقت ممكن. ألمانيا قريبة من المجاعة، ويُظهر الدليل الذي تلقيتُه من الضباط الذين أرسلتهم وزارة الحرب في جميع أنحاء ألمانيا أولاً وقبل كل شيء، الحرمان الشديد الذي يعاني منه الشعب الألماني، وثانياً، الخطر الكبير لانهيار هياكل الحياة الاجتماعية والوطنية الألمانية بأكملها تحت ضغط الجوع وسوء التغذية، لذا فإن وقت الاستقرار قد حان».
بقي الحصار لمدة ثمانية أشهر بعد الهدنة في نوفمبر 1918، أي ضمن عام 1919. وفقًا لتاريخ كامبريدج الحديث الجديد، فقد كانت واردات الأغذية إلى ألمانيا تحت سيطرة الحلفاء بعد الهدنة مع ألمانيا إلى أن وقعت ألمانيا على معاهدة فرساي في يونيو 1919. من يناير 1919 إلى مارس 1919، رفضت ألمانيا الموافقة على طلب الحلفاء القيام بتسليم سفنها التجارية إلى موانئ الحلفاء لنقل الإمدادات الغذائية. اعتبر الألمان الهدنة وقفًا مؤقتًا للحرب. خشوا أنه في حالة اندلاع القتال مرة أخرى، ستُصادَر السفن بالكامل. في يناير، على أمل كسب الوقت، أبلغت الحكومة الألمانية أحد الممثلين الأمريكيين في برلين أن نقص الغذاء لن يصبح حرجًا حتى أواخر الربيع. وافق الألمان أخيرًا على تسليم أسطولهم في 14 مارس 1919 في مواجهة الشغب الناتج عن نقص المواد الغذائية في الوطن. سمح الحلفاء لألمانيا، تحت إشرافهم، باستيراد 300,000 طن من الحبوب و70,000 طن من لحم الخنزير المقدد شهريًا حتى أغسطس 1919. في أبريل، وصل هذا الطعام القادم من أمريكا إلى ألمانيا. رُفعت القيود المفروضة على واردات المواد الغذائية أخيرًا في 12 يوليو 1919 بعد أن وقعت ألمانيا معاهدة فرساي.